# 比斯特列齊河
比斯特雷茨河（烏克蘭語：Бистрець），是烏克蘭西部的河流，屬於黑切列莫什河的左支流。該河流經伊萬諾-弗蘭科夫斯克州的韋爾霍維納區，河道全長13公里，流域面積62.3平方公里，